# Bözen
Bözen – miejscowość w gminie Böztal w północnej Szwajcarii, w kantonie Argowia, w okręgu Laufenburg. Leży w dolinie Fricktal. 31 grudnia 2014 liczyła 732 mieszkańców. Do 31 grudnia 2021 gmina (niem. Einwohnergemeinde) w okręgu Brugg.

## Osoby urodzone w Bözen
- Marie Heim-Vögtlin, pierwsza szwajcarska lekarka